# Westerngrund
Westerngrund est une commune allemande de Bavière, située dans l'arrondissement d'Aschaffenbourg et le district de Basse-Franconie.

## Géographie

Situation de Westerngrund (en rouge) dans la communauté d'administration (en violet) et dans l'arrondissement d'Aschaffenbourg

Westerngrund est située dans le nord du massif du Spessart, à la limite avec le land de Hesse (arrondissement de Main-Kinzig), à 25 km au nord d'Aschaffenbourg.
La commune fait partie de la communauté d'administration de Schöllkrippen et elle est composée de trois villages (population en 2009) :
- Huckelheim (856)
- Oberwestern (732)
- Unterwestern (350).

Communes limitrophes (en commençant par le nord et dans le sens des aiguilles d'une montre) : zone non-incorporée composée de forêts, Kleinkahl, Schöllkrippen et Geiselbach.
Depuis le 1er juillet 2013, avec l'entrée de la Croatie dans l'Union européenne, et jusqu'à la sortie du Royaume-Uni en janvier 2020, le centre de l'Union européenne y était situé à 50° 07′ 01″ N, 9° 14′ 53″ E. Ce centre se situe désormais dans le hameau de Gadheim, aussi en Bavière.

## Histoire
Westerngrund a fait partie des domaines appartenant aux comtes de Schönborn qui bénéficiaient de l'immédiateté impériale jusqu'à la médiatisation de leurs territoires en 1806. Le village a lors été intégré à la principauté d'Aschaffenbourg puis au royaume de Bavière en 1814.
En 1818, les trois villages de Huckelheim, Oberwestern et Unterwestern sont érigés en communes et intégrés à l'arrondissement d'Alzenau jusqu'à la disparition de ce dernier en 1972 et à la fusion des trois anciennes communes sous le nouveau nom de Westerngrund.

## Démographie
Commune de Westerngrund dans ses limites actuelles :
| 1910  | 1933  | 1939  | 1970  | 1987  | 2000  | 2003  | 2009  |
| ----- | ----- | ----- | ----- | ----- | ----- | ----- | ----- |
| 1 081 | 1 159 | 1 163 | 1 454 | 1 584 | 1 918 | 1 957 | 1 907 |